# 169 Zelia
Zelia (định danh hành tinh vi hình: 169 Zelia) là một tiểu hành tinh đầy đá và sáng, ở vành đai chính. Ngày 28 tháng 09 năm 1876, anh em nhà thiên văn học người Pháp Paul Henry và Prosper Henry phát hiện tiểu hành tinh Zelia khi họ thực hiện quan sát tại Đài thiên văn Paris và đặt tên nó theo tên một cháu gái của nhà thiên văn học Camille Flammarion.